# Refúgio de Vida Silvestre das Veredas do Oeste Baiano
O Refúgio de Vida Silvestre das Veredas do Oeste Baiano é uma unidade de conservação federal do Brasil categorizada como refúgio de vida silvestre e criada por Decreto Presidencial em 13 de dezembro de 2002 numa área de 128.521 hectares no município de Cocos e Jaborandi, estado da Bahia.
O RVS se insere dentro do bioma Cerrado e visa a proteção dos ambientes naturais onde se asseguram condições para a existência ou reprodução de espécies ou comunidades da flora local e da fauna residente ou migratória.